# Винос керма

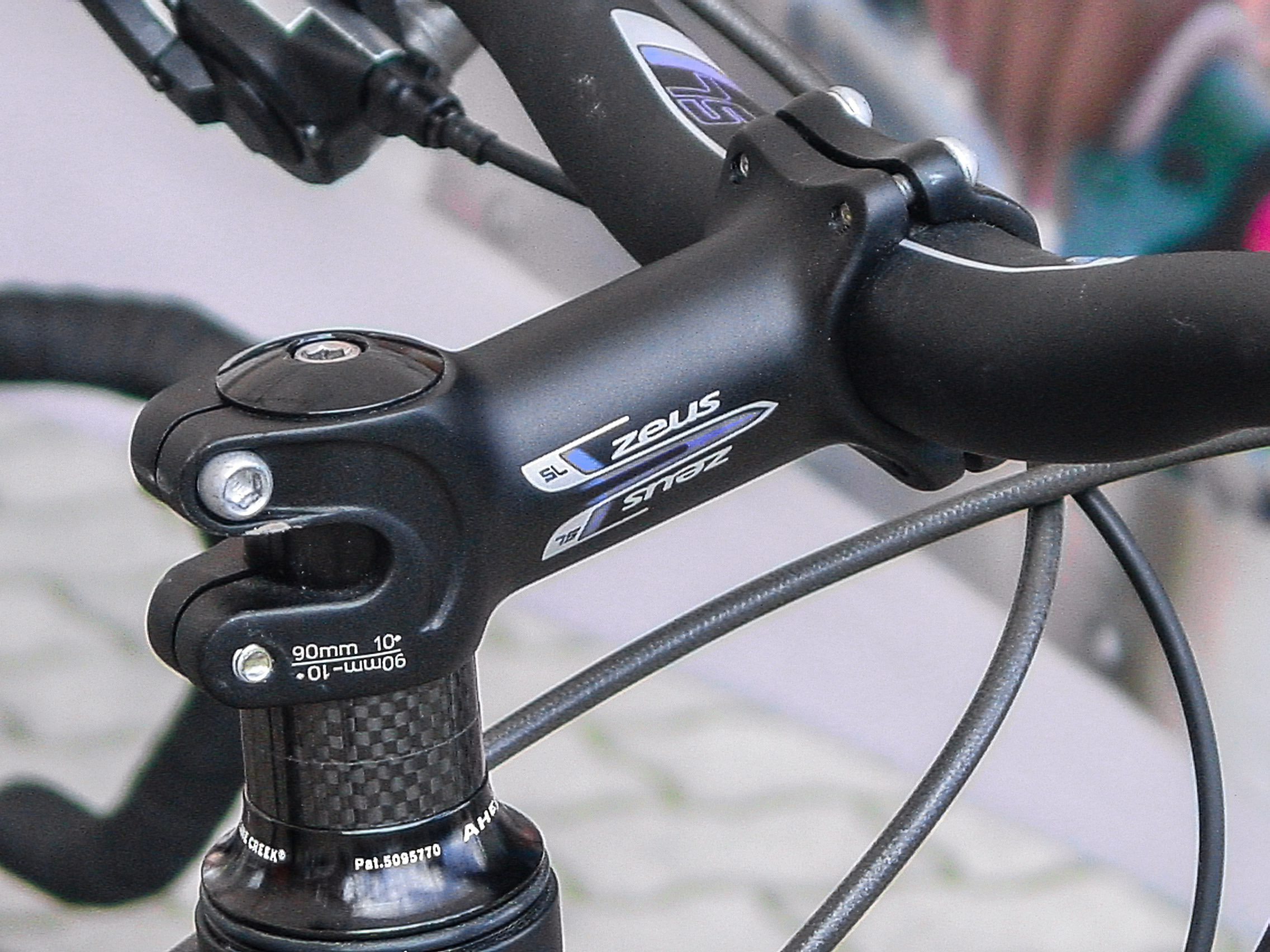
Винос керма кований алюмінієвий

Винос керма — частина велосипеда, що з'єднує горизонтальну трубку керма з вертикальним рульовим штирем (часто зі штоком вилки).
Нерегульований винос може бути приварений до рульового штиря або кріпитися до нього болтами. Регульований винос — це складний пристрій, який пригвинчують до штиря, що дозволяє регулювати висоту і кут нахилу виносу. Виноси керма на різьбову і нерізьбову кермові колонки мають різну форму.

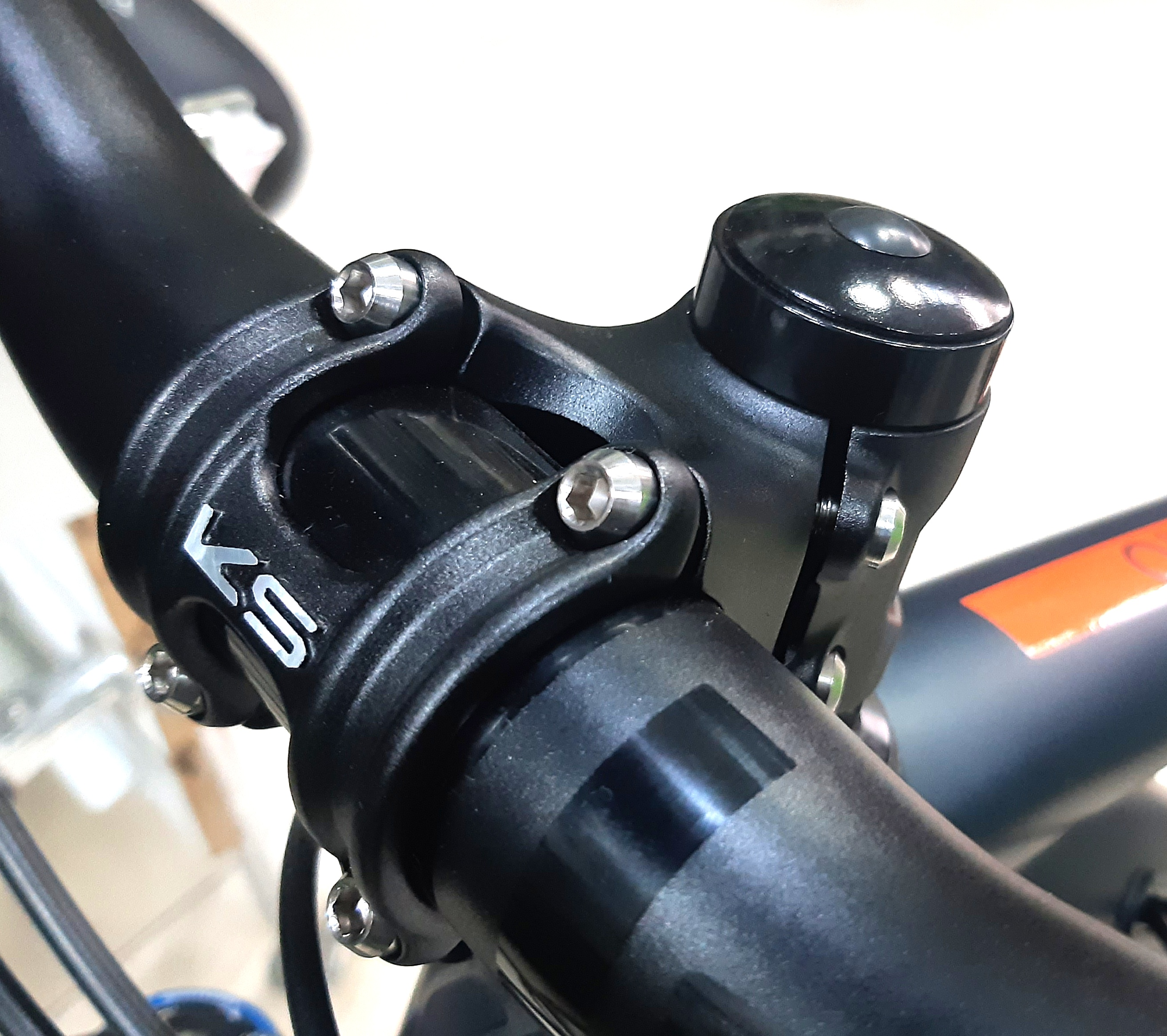
Сучасний винос під діаметр 35 мм

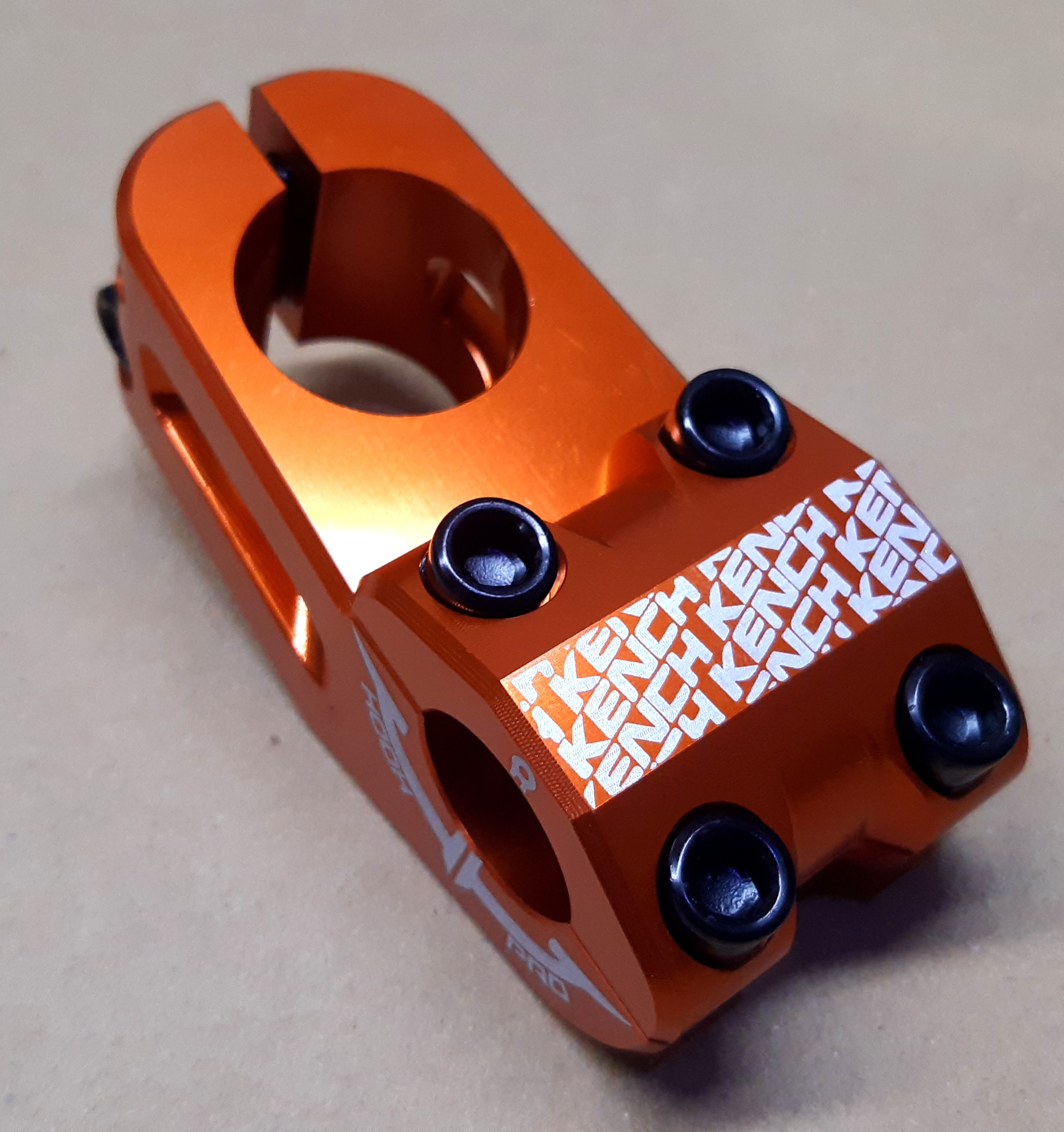
Фрезерований винос для BMX

Виноси поділяються на одноболтові (наприклад, Truvativ xr), двоболтові і чотириболтові (за кількістю болтів, що кріплять кермо), а також за діаметром керма у місці кріплення.

### Основні стандарти діаметрів керма:
- 22.2 мм — використовується для сталевого керма ВМХ
- 25.4 мм — в основному використовується на дорожних велосипедах та недорогих гірських байках
- 31.8 мм — розповсюджений на гірських, шосейних велосипедах
- 35 мм — використовується на сучасних екстремальних гірських велосипедах

## Матеріал
Виноса виготовляють з алюмінієвих сплавів, сталі та карбонового волокна. Високоякісні виноси виготовляють з холоднокованих алюмінієвих сплавів. Також поширені фрезеровані, які хоч і важкі, але найміцніші.

## Довжина
Довжина виноса — одна з характеристик геометрії рами велосипеда, що впливає на посадку велосипедиста та керованість байка. Вимірюється як відстань від центру рульової колонки до центру кріплення керма.
Чим довше винос, тим більше горизонтальна посадка у велосипедиста, що особливо зручно при тривалих поїздках. Довгий винос робить повороти важчими і менш передбачуваними. В той же час, забеспечується стабільність велосипеда, покращується аеродинаміка, що важливо на довгих дистанціях..
Більш короткий винос покращує маневреність і рухливість. Повертати кермо зручніше, адже воно ближче до тіла велосипедиста і осі рульової колонки. Короткі виноси використовуються найчастіше для велосипедів екстрім дисциплін: даунхілу, MTB, BMX та Dirt.